# Грам, Алаа
Алаа Грам (араб. علاء غرام‎; род. 24 июля 2001, Сфакс) — тунисский футболист, защитник донецкого «Шахтёра» и сборной Туниса.

## Клубная карьера
Грам — воспитанник клуба «Сфаксьен». 7 марта 2019 года в матче против «Митлави» он дебютировал в тунисской Лиге 1. В своём дебютном сезоне игрок помог команде выиграть Кубок Туниса. 16 апреля 2023 года в поединке против «Бен-Гардан» Алаа забил свой первый гол за «Сфаксьен».

## Международная карьера
28 марта 2023 года в отборочном матче Кубка Африки против сборной Ливии Грам дебютировал за сборную Туниса.

## Достижения
«Сфаксьен»
- Обладатель Кубка Туниса (2): 2018/19, 2021/22

«Шахтёр» (Донецк)
- Бронзовый призёр чемпионата Украины: 2024/25
- Обладатель Кубка Украины: 2024/25